# 多利納 (托克馬克區)
47°9′4″N 35°33′36″E / 47.15111°N 35.56000°E
多利納（烏克蘭語：Долина）是位於烏克蘭東南部的村莊，由扎波羅熱州波洛希區的莫洛昌斯克市鎮負責管轄。該村始建於1945年，面積0.92平方公里，海拔高度26米，2001年人口305，人口密度每平方公里331.5人。